# James Henry Mays

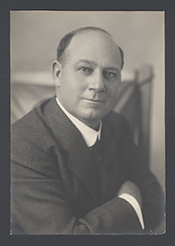
James Henry Mays

James Henry Mays (* 29. Juni 1868 in Morristown, Hamblen County, Tennessee; † 19. April 1926 in Wendell, Idaho) war ein US-amerikanischer Politiker. Zwischen 1915 und 1921 vertrat er den zweiten Wahlbezirk des Bundesstaates Utah im US-Repräsentantenhaus.

## Werdegang
James Mays besuchte die öffentlichen Schulen seiner Heimat und zog 1883 mit seinen Eltern nach Kansas, wo sich die Familie in Galena niederließ. Dort besuchte Mays die Kansas State Normal School und arbeitete dann im Bergbau sowie in der Holzindustrie. Zwischen 1893 und 1902 war er in der Lebensversicherungsbranche tätig. Dabei arbeitete er in den Städten Chicago, Dubuque und Salt Lake City. Zuvor hatte er noch an der University of Michigan Jura studiert. Zeitgleich mit seiner Tätigkeit als Versicherungsvertreter war Mays auch als Rechtsanwalt tätig; ferner war er an der Gründung einiger Industriefirmen beteiligt.
Politisch war James Mays Mitglied der Demokratischen Partei. Bei den Kongresswahlen des Jahres 1914 wurde er für den zweiten Wahlbezirk des Staates Utah, in dem er seit 1902 ansässig war, in das US-Repräsentantenhaus in Washington, D.C. gewählt. Dort löste er am 4. März 1915 Jacob Johnson ab. Nachdem er in den Jahren 1916 und 1918 jeweils wiedergewählt worden war, konnte Mays bis zum 3. März 1921 insgesamt drei Legislaturperioden im Kongress absolvieren.
Im Jahr 1920 verzichtete Mays auf eine weitere Kandidatur. Nach den folgenden Wahlen ging sein Sitz im Kongress an den Republikaner Elmer O. Leatherwood. Mays zog sich auf seine Ranch in Idaho zurück, die er bis zu seinem Tod im Jahr 1926 bewirtschaftete.